# Guillem d'Aubigny
Guillaume d'Aubigny, de vegades d'Aubigny Pincerna (en llatí: Albini) (1109 - Abadia de Waverley, 12 d'octubre de 1176), fou mestre embotellador de la casa reial i primer comte d'Arundel, va ser un baró anglonormand que es va casar amb Adela de Lovaina, vídua d'Enric I d'Anglaterra.

## Biografia
Guillem d'Aubigny era fill de Guillem d'Aubigny († 1139) dit Pincerna, Senyor de Buckenham (Norfolk); i de Mathilde, filla de Roger Bigot, xèrif de Norfolk. La família Aubigny pren el seu topònim de la localitat de Saint-Martin-d'Aubigny al Cotentin.
El 1138 o el 1139 es va casar amb Adela de Lovaina († 1151), vídua d'Enric I d'Anglaterra. El dot de la reina és el de gaudí del castell i l'honor d'Arundel durant la vida de l'exreina.
Va ser lleial a Esteve d'Anglaterra, i va ser creat comte de Lincoln entre 1139 i 1140, després comte d'Arundel cap al Nadal de 1141. Va utilitzar aquest títol de manera variable, en competència amb comte de Chichester i comte de Sussex. El 30 de setembre de 1139, Matilde l'emperadriu va desembarcar a Arundel i va demanar la protecció de la seva sogra. No va participar especialment en la guerra civil posterior a Anglaterra. D'altra banda, l'any 1153, mentre el duc de Normandia Henry Plantegenêt, fill de l'emperadriu i futur Enric II, es trobava a Wallingford per conquerir el tron, Guillem d'Aubigny va ser el primer a proposar de concertar una treva entre els dos camps. És, doncs, el primer dels barons esmentats entre els testimonis de l'acord de treva.
En pujar al tron el 1154, Enric II va confirmar el seu títol de comte, i li va donar l'honor d'Arundel com a feu, mentre que fins aleshores l'havia mantingut en dret de la seva dona. Va anar en pelegrinatge a Terra Santa durant tres anys, i al seu retorn, el setembre de 1158, semblava que va aconseguir fer valer la seva pretensió al càrrec hereditari d'embotellador reial.
El novembre de 1164 va ser enviat amb altres barons al papa Alexandre III per informar-lo del desig del rei de reconciliar-se amb Thomas Becket. El 1168, va escortar Matilde des d'Anglaterra a Alemanya per al seu matrimoni amb Enric el Lleó, duc de Saxònia i Baviera. Durant la revolta dels fills del rei de 1173-1174, va tenir un paper important en la derrota dels rebels. En primer lloc, acompanya el rei a Normandia per ajudar-lo a recuperar el control del ducat. L'exèrcit reial va entrar a Breteuil l'agost de 1173. Instat pel comte d'Arundel, es va preparar per enfrontar-se a les forces del rei Lluís VII de França, que donava suport als rebels. Però aquest últim prefereix evitar la batalla i fugir. Finalment, de tornada a Anglaterra, Guillem va ser present a la victòria de Bury St Edmunds l'octubre del mateix any.
Va morir el 12 d'octubre de 1176 i va ser enterrat al priorat de Wymondham que el seu pare havia fundat. Ell mateix havia fundat el priorat agustí d'Old Buckenham (Norfolk) cap al 1146. Els cronistes contemporanis el van descriure com a enginyós i eloqüènt, sobretot pel seu discurs a Breteuil el 1173. Va construir el castell de New Buckenham, que és l'exemple més antic conegut d'una torre cilíndrica a Anglaterra.

## Matrimoni i descendència
El 1138 o 1139 es va casar amb Adela de Lovaina († 1151), vídua d'Enric I d'Anglaterra. Els seus descendents coneguts són:
- Guillem († 1193), 2n comte d'Arundel;
- Alícia, es va casar amb Jean I, comte d'Eu i senyor d'Hastings, després amb Alfred de Saint-Martin;
- Així com Régnier, Henri, Geoffroy, Olivia i probablement, Agnès, es van casar amb Raoul FitzSavaric i Agathe.